# Fasce litoranee a destra e a sinistra del Fiume Sele
Fasce litoranee a destra e a sinistra del Fiume Sele este o arie protejată (arie specială de conservare — SAC, sit de importanță comunitară — SCI) din Italia întinsă pe o suprafață de 630 ha, din care 10 % marine.

## Localizare
Centrul sitului Fasce litoranee a destra e a sinistra del Fiume Sele este situat la coordonatele 40°29′01″N 14°56′36″E / 40.483611°N 14.943333°E.

## Înființare
Situl Fasce litoranee a destra e a sinistra del Fiume Sele a fost declarat sit de importanță comunitară în mai 1995 pentru a proteja 52 de specii de animale. Situl a fost protejat și ca arie specială de conservare în mai 2019.

## Biodiversitate
Situată în ecoregiunea mediteraneană, aria protejată conține 9 habitate naturale: Dune mobile cu vegetație embrionară, Dune cu vegetație ierboasă Brachypodietalia cu specii anuale, Dune de coastă cu Juniperus spp., Dune cu tufărișuri sclerofile Cisto-Lavenduletalia, Estuare, Vegetație anuală la limita mareei, Dune de pe litoral fixate cu Crucianellion maritimae, Dune mobile de-a lungul țărmului cu Ammophila arenaria („dune albe”), Dune împădurite cu Pinus pinea și/sau Pinus pinaster.
La baza desemnării sitului se află mai multe specii protejate:
- păsări (43): pescăruș albastru (Alcedo atthis), rață pitică (Anas crecca), rață mare (Anas platyrhynchos), stârc roșu (Ardea purpurea), stârc galben (Ardeola ralloides), rață-cu-cap-castaniu (Aythya ferina), rața moțată (Aythya fuligula), rață roșie (Aythya nyroca), pasărea ogorului (Burhinus oedicnemus), prundăraș de sărătură (Charadrius alexandrinus), chirighiță neagră (Chlidonias niger), barză albă (Ciconia ciconia), barză neagră (Ciconia nigra), prepeliță (Coturnix coturnix), egretă mică (Egretta garzetta), vânturel de seară (Falco vespertinus), lișiță (Fulica atra), găinușă de baltă (Gallinula chloropus), pescăriță râzătoare (Gelochelidon nilotica), scoicar (Haematopus ostralegus), piciorong (Himantopus himantopus), pescăriță mare (Hydroprogne caspia), stârc pitic (Ixobrychus minutus), Larus argentatus, Larus audouinii, pescăruș sur (Larus canus), pescăruș negricios (Larus fuscus), pescăruș-cu-cap-negru (Larus melanocephalus), pescăruș râzător (Larus ridibundus), rață fluierătoare (Mareca penelope), rață neagră (Melanitta nigra), Mergus serrator, Numenius arquata arquata, Numenius phaeopus, vultur pescar (Pandion haliaetus), Phalacrocorax carbo sinensis, Phoenicopterus ruber, lopătar (Platalea leucorodia), rață cârâitoare (Spatula querquedula), turturică (Streptopelia turtur), chiră de mare (Thalasseus sandvicensis), fluierarul cu picioare roșii (Tringa totanus), sturz-cântător (Turdus philomelos)
- mamifere (3): liliac cu aripi lungi (Miniopterus schreibersii), liliacul mare cu potcoavă (Rhinolophus ferrumequinum), liliacul mic cu potcoavă (Rhinolophus hipposideros)
- nevertebrate (2): Melanargia arge, Oxygastra curtisii
- pești (3): Alosa fallax, Lampetra fluviatilis, Petromyzon marinus
- reptile (1): țestoasa de baltă (Emys orbicularis)

Pe lângă speciile protejate, pe teritoriul sitului au mai fost identificate 1 specie de amfibieni, 2 specii de nevertebrate, 3 specii de reptile.